# جيان فيليبي
جيان فيليبي (18 مارس 1994 بتوليدو في البرازيل - ) هو لاعب كرة قدم برازيلي في مركز الدفاع. لعب مع أتلتيكو باراناينسي.

## روابط خارجية
- جيان فيليبي على موقع قاعدة بيانات كرة القدم.إي يو (الإنجليزية)
- جيان فيليبي على موقع قاعدة بيانات كرة القدم.إي يو (الإنجليزية)
- جيان فيليبي على موقع Soccerway.com (الإنجليزية)